# Judaísmo reformista

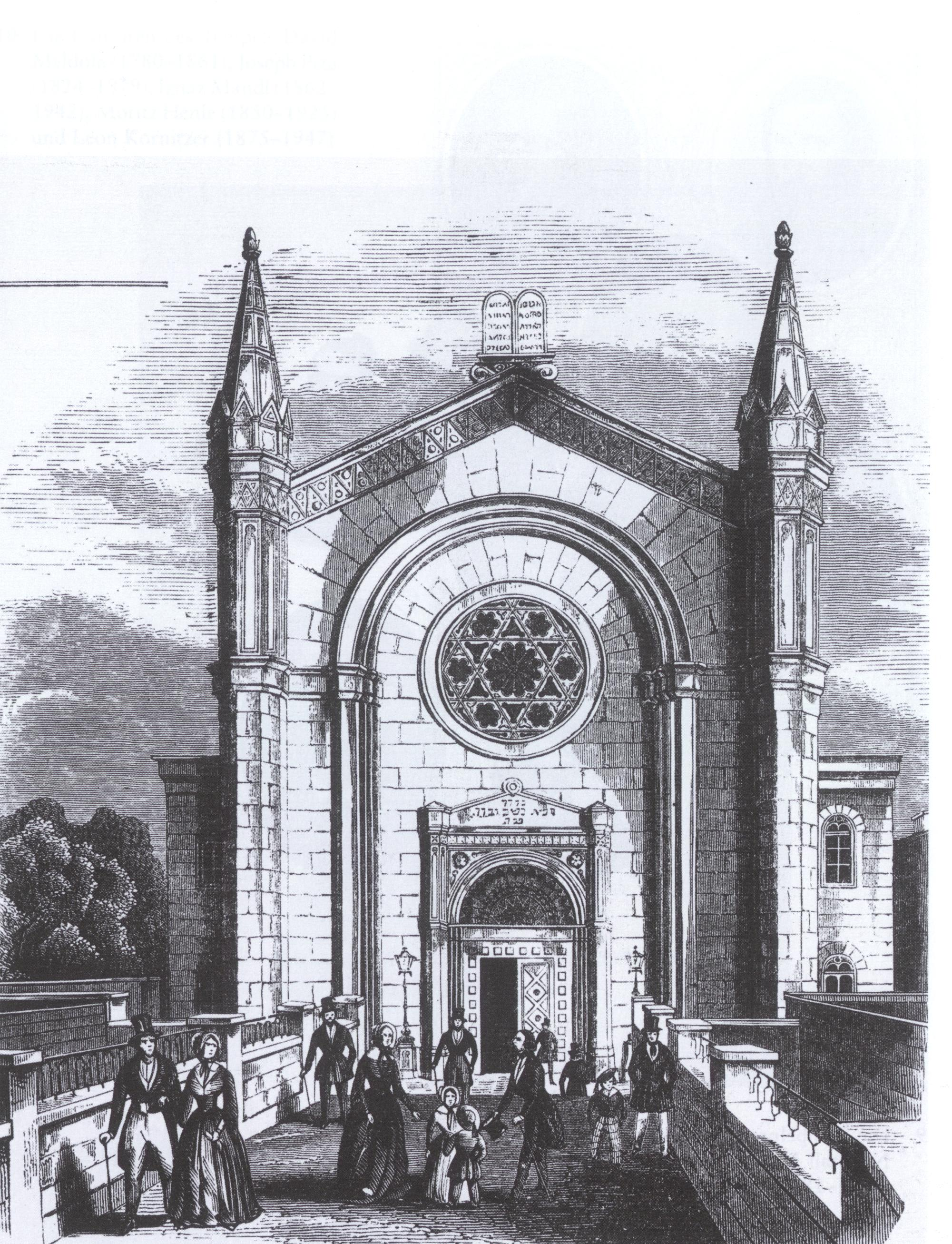
Israelitischer Tempel Poolstraße, sinagoga do movimento reformista judaico, em Hamburgo

Judaísmo reformista (também chamado judaísmo reformado, judaísmo liberal ou judaísmo progressista) é um movimento surgido na Alemanha dentro do judaísmo que defende a introdução de novos conceitos e ideias nas práticas judaicas, com o fim de adaptá-las ao momento atual.
Para o judaísmo reformista, é contraproducente separar judeus de não judeus, encontrando-se seu objetivo comum na espiritualização de toda a humanidade, independentemente de crenças, nações ou etnias.
Destaca-se, portanto neste movimento a tolerância, a autonomia individual, a flexibilidade nos modos comportamentais (como vestimentas) e uma maior igualdade de gênero.

## História

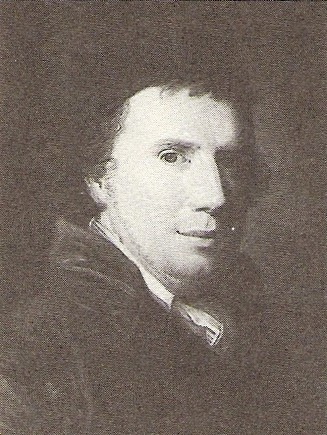
Israel Jacobson, criador do movimento

No dia 3 de julho de 1801, o comerciante Israel Jacobson recebeu do duque Wilhelm Ferdinand de Braunschweig a permissão para construir uma escola religiosa e industrial na cidadezinha de Seesen, na região do Harz. O principal objetivo da escola era dar às crianças judias formação geral e educação dentro dos padrões morais burgueses, além de ensino profissionalizante, a fim de lhes oferecer outras alternativas além da profissão tipicamente judia de comerciante. Além disso, sob influência dos escritores da Haskalá como Moses Mendelssohn e Salomon Maimon, Jacobson desejava fomentar o convívio entre judeus e cristãos, já a partir da infância. De fato, um ano após a sua criação, a escola de Jacobson começou a ser frequentada também por crianças cristãs. Tendo a cultura protestante do norte da Alemanha como modelo, Jacobson acreditava que os judeus não queriam viver à parte, mas integrados na sociedade e na religião, o que era explicitado por uma inscrição sobre a porta de entrada do templo de Seesen:
"Não temos todos nós um único pai? Não nos criou um único Deus?"

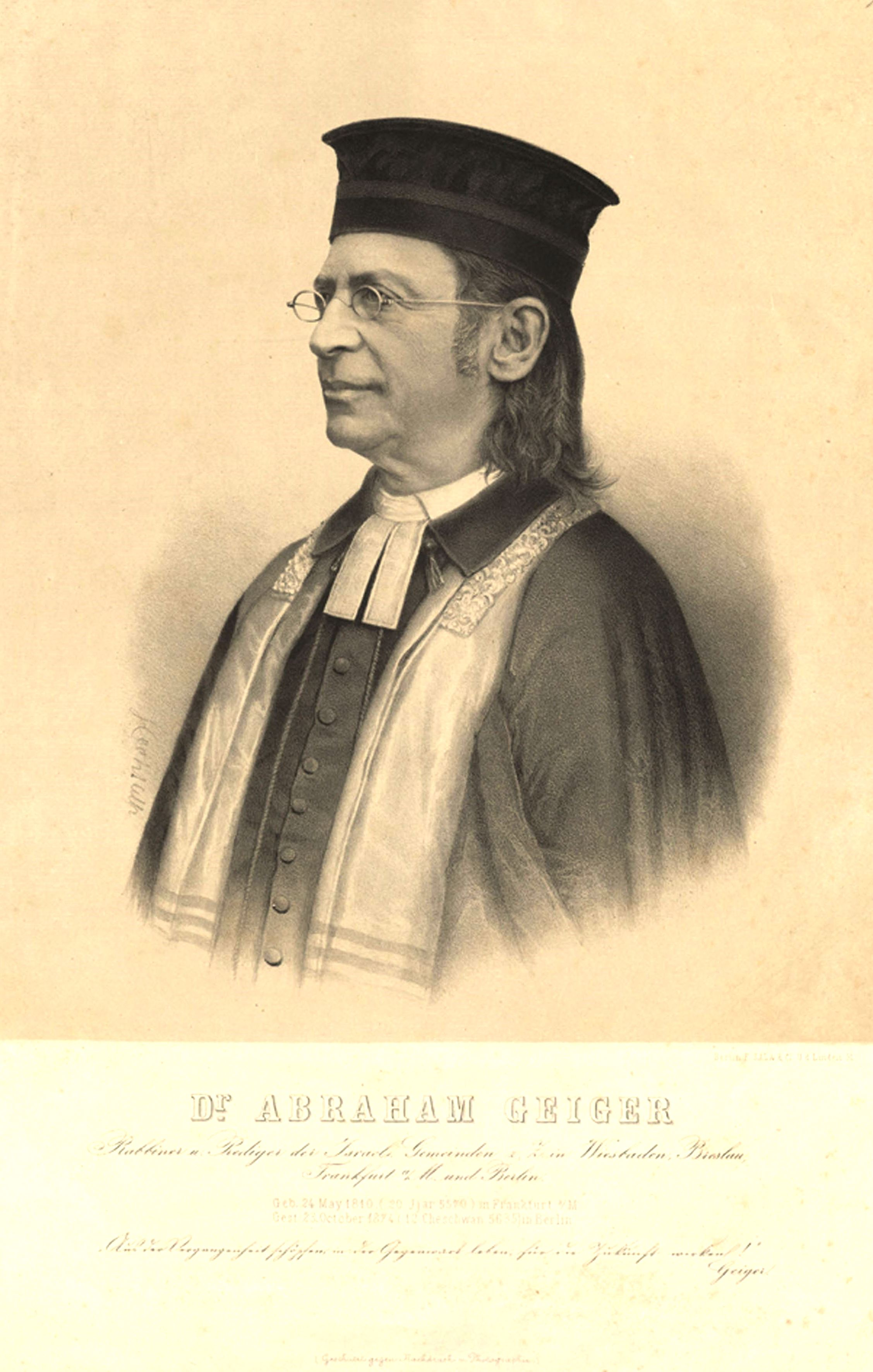
Abraham Geiger foi um dos primeiros rabinos do judaísmo reformista.

No templo da escola, foram celebrados os primeiros cultos judaicos reformados. A denominação inicial de 'templo', em vez de sinagoga, já marcava a diferença em relação ao judaísmo tradicional. Jacobson introduziu nos cultos a música de órgão, bem como o canto coral. A prédica não era feita em hebraico mas em alemão. Também foi eliminada a tradicional de separação dos assentos de homens e de mulheres. Posteriormente, Jacobson substituiu até mesmo a tradicional cerimônia de Bar Mitzvá por uma cerimônia de confirmação da fé para meninos e meninas.
O modelo de Seesen logo foi seguido pelas comunidades de Wolfenbüttel, Dessau e Frankfurt. A partir de 1817, surgiu em Hamburgo até mesmo o chamado Movimento do Templo. Antes de 1945, o judaísmo reformado era dominante também nas comunidades judaicas alemãs. As comunidades fundadas depois de 1945 tiveram então uma orientação ortodoxa.
Em meados do século XIX, após querelas entre as comunidades judaicas, uma grande parte dos reformistas emigrou para os Estados Unidos, onde atualmente se encontra a maior parte dos judeus reformados, que representam 35% das comunidades sinagogais do país. Em Israel, os reformistas são ativos mas não reconhecidos por outros movimentos Judaicos. Dos 13 milhões de judeus de todo o mundo, cerca de 1,5 milhão praticam hoje a doutrina reformista.
A Sinagoga Ohel Jacob em Lisboa trata-se da única sinagoga de Portugal aberta aos b'nei-anussim. É uma sinagoga de rito reformista, sob a orientação da Rabina Alona Lisitsa. "Tendo sido aceite como membro afiliado da World Union for Progressive Judaism (WUPJ), por altura da comemoração dos 90 anos da existência desta – evento decorrido em Londres, entre 14 e 17 de Abril de 2016 e promovido pela European Union for Progressive Judaism (EUPJ)"